# Rudolf Wissell
Rudolf Wissell est un homme politique allemand, né le 9 mars 1869 à Göttingen (province de Hanovre) et mort le 13 décembre 1962 à Berlin-Ouest.
Membre du SPD, il est ministre de l'Économie en 1919 et ministre du Travail de 1928 à 1930.